# 土師意富祖婆
土師 意富祖婆（はじ の おおそば、生没年不明）は、古墳時代の豪族。姓は連。